# مجتبی عراقی
مجتبی عراقی (زاده ۱۳۳۳ در کرهرود) روحانی و پژوهشگر ایرانی است.
او برای تصحیح کتاب‌های عوالی اللئالی العزیزیة فی الاحادیث الدینیة، مجمع الفائده و البرهان فی شرح ارشاد الاذهان و المذهب البارع فی شرح المختصر النافع سه بار برگزیدهٔ کتاب سال ایران شد.